# Filip Josef z Gallasu
Filip Josef hrabě z Gallasu, vévoda z Lucery (německy Philip Joseph Graf von Gallas, Herzog zu Lucera; 24. srpna 1703 Praha – 21. května 1757 České Budějovice) byl český šlechtic z rodu Gallasů. Od mládí se angažoval v zemské správě Českého království, zastával funkce nejvyššího dvorského sudího (1734–1747) a nejvyššího zemského hofmistra (1747–1757). Vlastnil rozsáhlé statky v severních Čechách (Liberec, Frýdlant, Lemberk) a byl pátým nejbohatším šlechticem v Čechách. Zemřel jako poslední potomek svého rodu, majetek, jméno a erb převzala spřízněná rodina Clamů (od roku 1768 Clam-Gallasové)

## Životopis

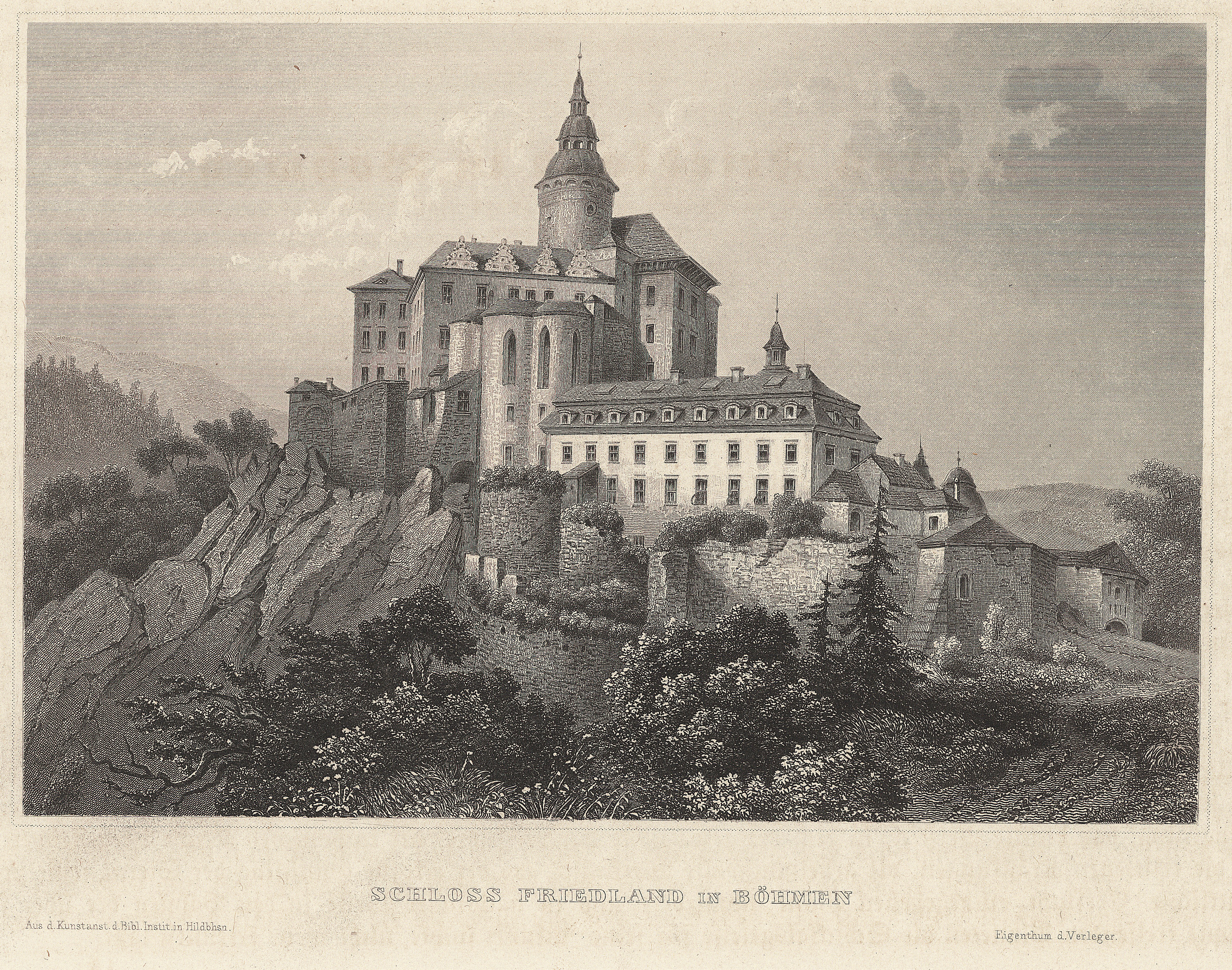
Zámek Frýdlant

Pocházel ze šlechtické rodiny Gallasů, narodil se v Praze jako syn významného diplomata Jana Václava z Gallasu (1671–1719) a jeho první manželky Marie Anny, rozené hraběnky z Ditrichštejna (1681–1704), po matce byl vnukem vlivného dvořana Filipa Zikmunda z Ditrichštejna (1651–1716). Byl pokřtěn jako Filip Josef Adam Antonín Jan František Bartoloměj Kašpar Eusebius. Matka zemřela rok po Filipově narození, zatímco otec Jan Václav během války o španělské dědictví zastával diplomatické posty na různých místech v Evropě. Filip Josef strávil dětství v Praze, jeho výchovou byla pověřena babička Johanna Emerencie Gallasová, rozená z Gaschinu (1646–1735). Sídlil tehdy v domě U zlaté ovce v Husově ulici a studoval u dominikánů. Po otci Janu Václavovi, který zemřel v roce 1719 jako místokrál v Neapoli, zdědil rodový majetek v Čechách, v té době byl ale ještě nezletilý a poručnicí se stala zmíněná babička Johanna Emerencie. V letech 1721–1725 absolvoval kavalírskou cestu, na níž jej doprovázelo pět osob služebnictva a hofmistr. Na cestu se vydal v září 1721 z Prahy přes Vídeň do Salcburku, kde dva roky studoval práva. V říjnu 1722 navštívil Mnichov, kde se zúčastnil svatby Karla Albrechta Bavorského s arcivévodkyní Marií Amálií Habsburskou. V létě 1723 procestoval německé země, navštívil mimo jiné Řezno, Bamberk, Frankfurt nad Mohanem, Mohuč a Heidelberg. V září 1723 pobýval ve Štrasburku, Nancy nebo Lunéville, přes Norimberk a Plzeň se v říjnu 1723 vrátil do Prahy. Druhou fázi studijní cesty zahájil v červnu 1724 v Nizozemí, od října 1724 do dubna 1725 pobýval v Římě, poté navštívil řadu dalších italských měst (Benátky, Verona, Padova, Turín, Milán). Ze severní Itálie přejel do Francie a závěr kavalírské cesty strávil v létě 1725 v Paříži, na podzim se vrátil do Prahy.

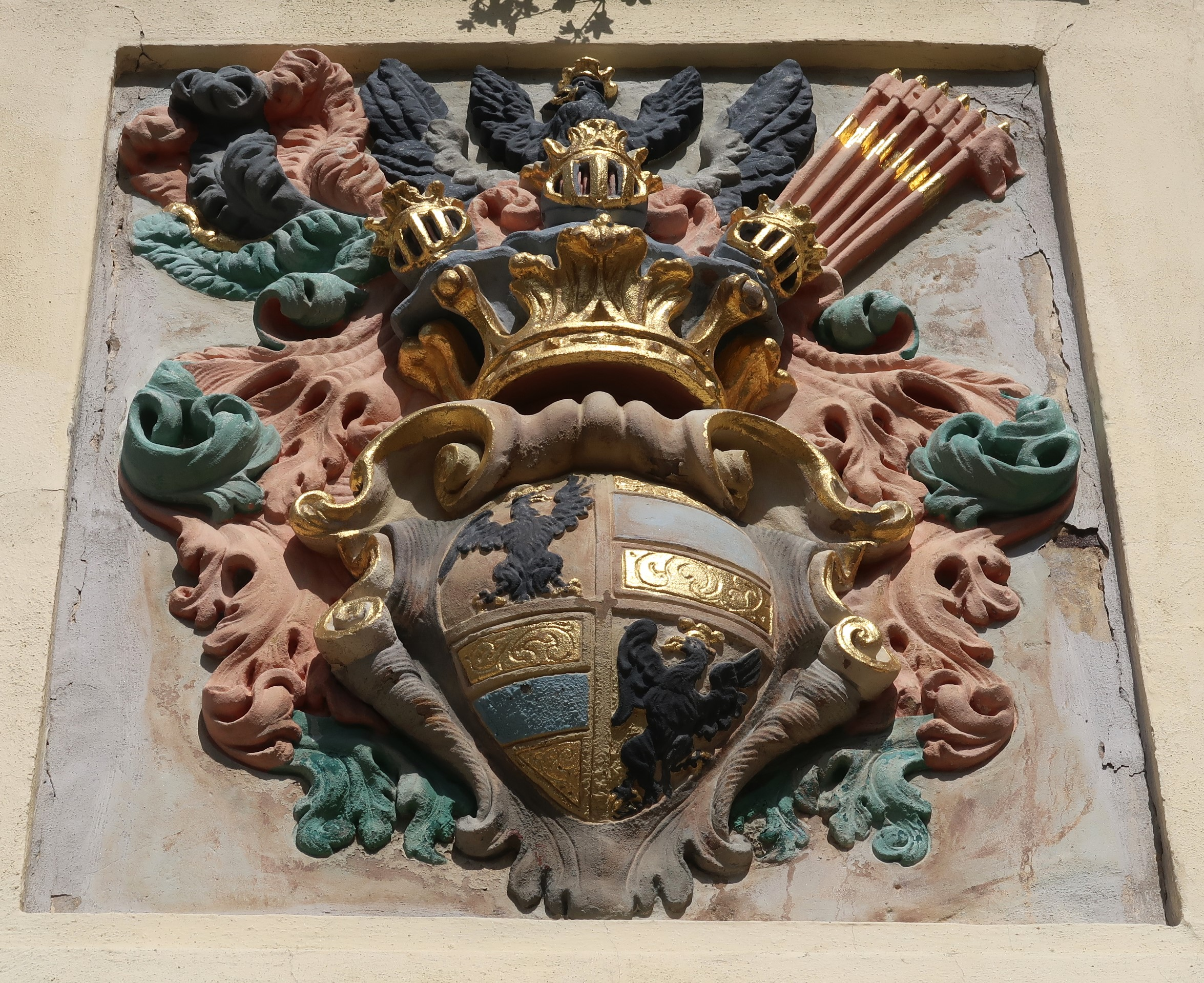
Erb Gallasů na průčelí kostela Navštívení Panny Marie v Hejnicích

V roce 1725 byl ve Vídni jmenován císařským komorníkem (o tuto hodnost usiloval již o dva roky dříve během pražské korunovace Karla VI. českým králem). Při příležitosti další návštěvy Karla VI. v Čechách obdržel v roce 1732 titul císařského tajného rady s nárokem na oslovení Excelence. V následujícím roce 1733 byl jmenován členem sboru místodržících Českého království. Od roku 1734 zastával funkci nejvyššího dvorského sudího. Na začátku války o rakouské dědictví byl jako jeden z nejbohatších pozemkových vlastníků donucen vyplácet válečné kontribuce během francouzské okupace Prahy, což jej stálo přes 37 000 zlatých. Po vytlačení bavorsko-francouzské armády z Čech byl konfrontován se svým smířlivým postojem vůči Karlu VII. a povolán před vyšetřovací komisi pro podezření z kolaborace. Byl uznán nevinným a ještě v prosinci 1743 jmenován předsedou královské sirotčí komise. Nakonec byl v letech 1747–1757 nejvyšším zemským hofmistrem Českého království.
Na začátku sedmileté války uprchl z Prahy před očekávaným vpádem pruské armády. S manželkou plánoval odjet do Linze, během cesty ale nečekaně zemřel 21. května 1757 v Českých Budějovicích, kde byl také provizorně pochován. V červenci byla rakev s jeho ostatky převezena do děkanského kostela v Liberci a nakonec byl 12. srpna 1757 pohřben v rodové hrobce v kostele Navštívení Panny Marie v Hejnicích.

## Majetek a stavební aktivity

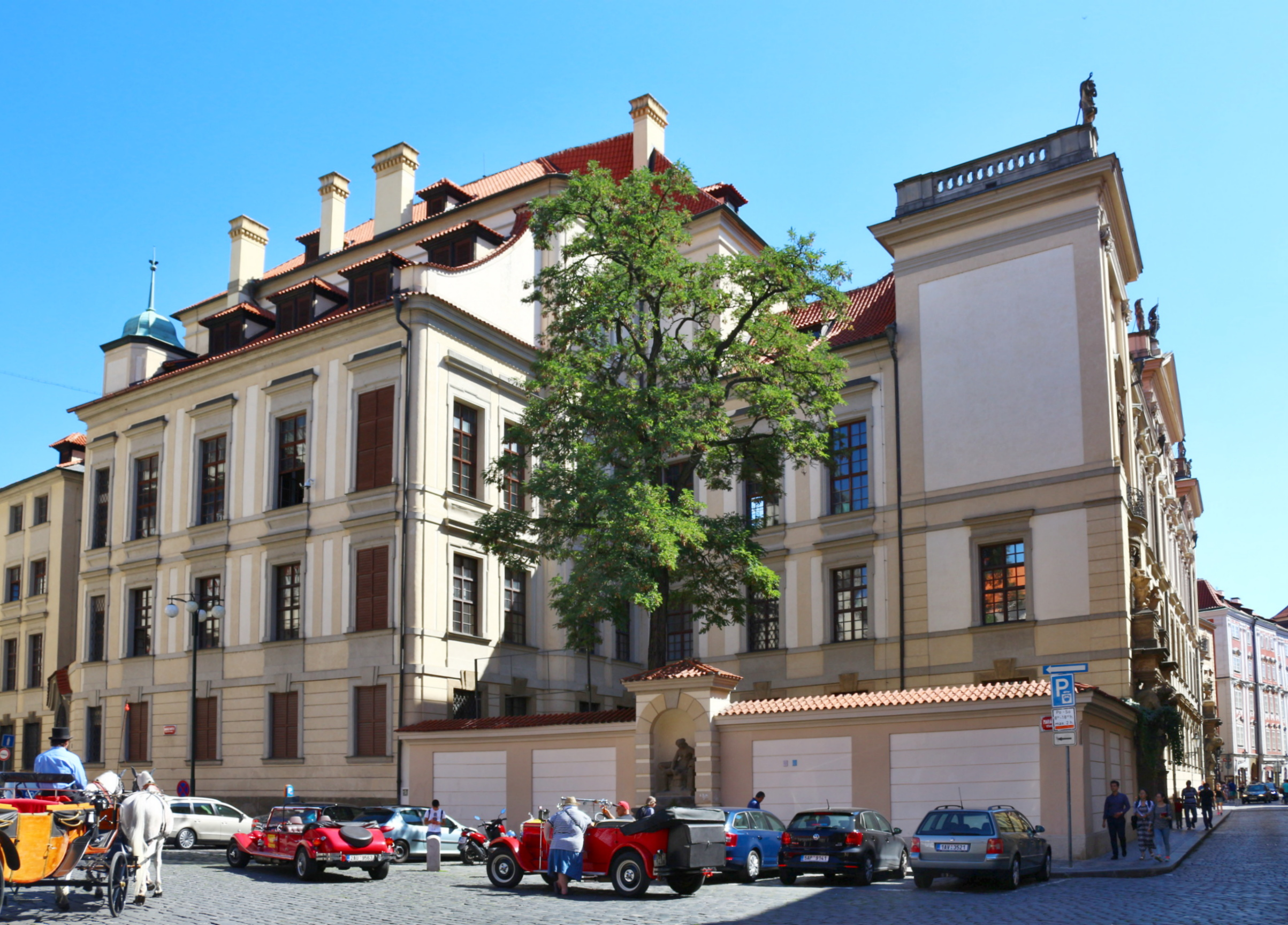
Clam-Gallasův palác v Praze

Po otci se v roce 1719 stal dědicem rozsáhlých statků v severních Čechách (Frýdlant, Liberec, Grabštejn), správu majetku fakticky převzal v roce 1723 a po návratu z kavalírské cesty přijal v roce 1725 hold poddaných na svých severočeských panstvích. Mezitím získal odkazem malé panství Skřivany-Žiželice jako dědictví po gallasovském vrchním správci, Karlu Christianu Platzovi z Ehrenthalu (1722), tento majetek ale vzápětí prodal. Díky aktivitám jeho babičky a poručnice Johanny Emerencie Gallasové došlo k vyrovnání starých pohledávek sahajících až do doby třicetileté války v éře Matyáš Gallas, Filip Josef pravděpodobně získal také určitý finanční kapitál sňatkem a to mu umožnilo v roce 1726 zakoupit panství Lemberk, za které Karlu Josefovi z Bredy zaplatil 291 000 zlatých. Ziskem Lemberka došlo ke scelení gallasovského majetku a rozšíření domény v severních Čechách, Filip Josef Gallas se tak mimo jiné stal pátým největším pozemkovým vlastníkem v Čechách. Jen panství Liberec mělo hodnotu více než milión zlatých a výnos všech rodových majetků se pohyboval kolem 75 000 zlatých ročně.
V rámci dalších majetkových přesunů mezi příbuznými získal v roce 1727 panství Klecany nedaleko od Prahy. Zámek Klecany byl v té době přepychově vybaveným sídlem, které splňovalo požadavky na pobyt vysoké šlechty. Dobový význam klecanského zámku dokládá návštěva císařovny Marie Terezie, která zde na pozvání Filipa Gallase poobědvala 28. srpna 1754, během svého posledního pobytu v Čechách.
Hlavním rodovým sídlem byl zámek Frýdlant, protože ale Filip Josef upřednostňoval svou pražskou rezidenci, na frýdlantském zámku došlo jen k menším adaptacím (terasovitá úprava dolního nádvoří, 1749). Zámek Frýdlant byl dvakrát obsazen v letech 1744 a 1757 pruskou armádou, k větším škodám na majetku ale nedošlo.

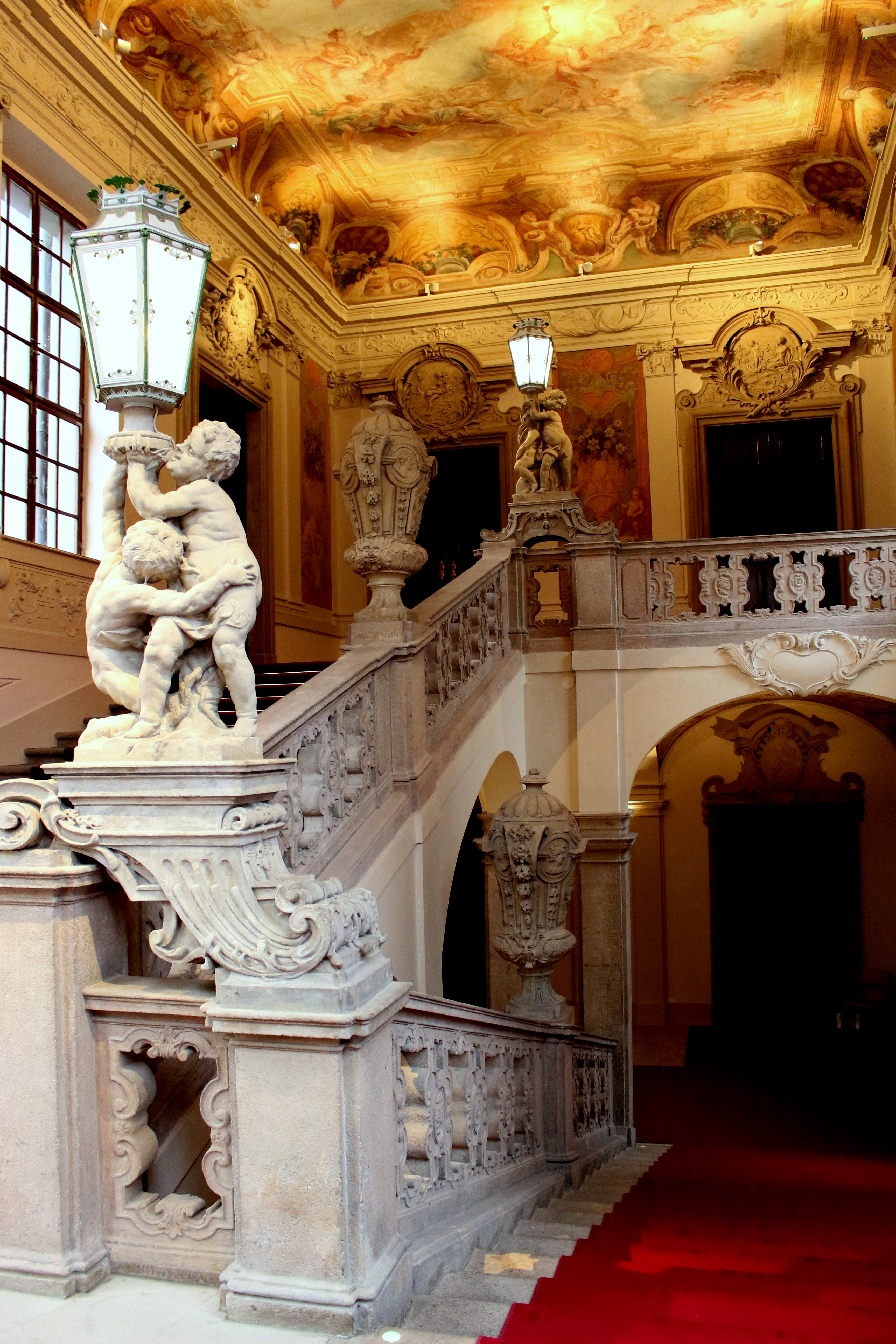
Hlavní schodiště Clam-Gallasova paláce v Praze

V rezidenční síti Filipa Gallase byl nejvýznamnější Clam-Gallasův palác na Starém Městě v Praze. Stavbu reprezentačního paláce zahájil jeho otec Jan Václav, který k projektu přizval přední architekty (Johann Bernhard Fischer z Erlachu, Thomas Haffenecker) a umělce (Matyáš Bernard Braun). Když Filip Josef přebíral majetek, pražský palác byl hotov teprve jako hrubá stavba, bylo ale nutno dokončit interiéry. Autorem freskové výzdoby schodišť a slavnostních sálů byl italský malíř Carlo Carlone (1727–1729). Za války o rakouské dědictví byl palác v roce 1744 obsazen pruskou armádou, vojáci jej zcela vyrabovali a odvezli odtud všechen mobiliář od nejvzácnějších uměleckých děl až po předměty denní potřeby. Filip Gallas se poté následně domáhal finanční kompenzace nebo navrácení mobiliáře odvezeného nebo rozprodaného na různých místech v Německu. O tehdejším přepychu gallasovského paláce svědčí hrubý odhad zcizených předmětů oceněný částkou 200 000 zlatých.
Kromě budování vlastních sídel byl Filip Josef Gallas také štědrým mecenášem katolické církve. Na základech starší stavby nechal v letech 1722–1732 vybudovat monumentální poutní kostel Navštívení Panny Marie v Hejnicích. Stavba podle projektu Thomase Haffeneckera trvala deset let, v kostele je také rodové pohřebiště Gallasů. Výstavba hejnického barokního areálu vyšla na 58 000 zlatých. Filip Josef Gallas financoval také další sakrální stavby na svých panstvích (kostel sv. Antonína v Liberci, kostel sv. Maří Magdaleny v Arnolticích). Byl též donátorem jednoho z oltářů v bazilice sv. Vavřince a Zdislavy v Jablonném v Podještědí v sousedství lemberského zámku.

## Rodina
Během pobytu ve Vídni v letech 1725–1726 se sblížil s hraběnkou Marií Annou z rodu Colonnové z Felsu (1702–1759) a 15. dubna 1726 s ní ve vídeňském Hofburgu uzavřel sňatek. Marie Anna byla jeho vlastní sestřenicí, protože její matka Johanna Colonnová, rozená Gallasová, byla sestrou Filipova otce Jana Václava. K uzavření manželství byl proto nutný papežský dispens, za který Filip Josef zaplatil vysokou částku 2 200 zlatých. Právě blízký příbuzenský vztah manželů bývá uváděn jako příčina bezdětného manželství. 
Filip Josef Gallas byl posledním potomkem svého rodu a obrovský majetek odkázal manželce Marii Anně, která zemřela již v roce 1759. Na základě Filipovy závěti se dalším dědicem měl stát manželčin synovec Kristián Filip z Clamu (1748–1805), syn Jana Kryštofa z Clamu (1702–1778) a Marie Aloisie, rozené Colonnové z Felsu. S předzvěstí dědictví Čechách požádali Clamové již v roce 1757 o český inkolát a Jan Kryštof byl poté jako poručník správcem majetku za nezletilého syna Kristiána Filipa. Dědictví bylo podmíněno přijetím aliančního jména Clam-Gallas a sloučeného rodového erbu. Majestát na alianci Clam-Gallas byl vydán v roce 1768 Marií Terezií.

## Příbuzenské vztahy
Modře jsou vyznačeni příslušníci rodu Gallasů, zeleně sourozenci Clam-Gallasové.
|                                         |                                         | Kateřina Barbora z Martinic † 1667      | Kateřina Barbora z Martinic † 1667      | Kateřina Barbora z Martinic † 1667      | Kateřina Barbora z Martinic † 1667      | Kateřina Barbora z Martinic † 1667 | Kateřina Barbora z Martinic † 1667 |                                       |                                       | František Ferdinand z Gallasu 1635–1697 | František Ferdinand z Gallasu 1635–1697 | František Ferdinand z Gallasu 1635–1697     | František Ferdinand z Gallasu 1635–1697     | František Ferdinand z Gallasu 1635–1697     | František Ferdinand z Gallasu 1635–1697     |                                             |                                             |                                        |                                        |                                        |                                        | Johana Emerenciana z Gaschin-Rosenbergu † 1735 | Johana Emerenciana z Gaschin-Rosenbergu † 1735 | Johana Emerenciana z Gaschin-Rosenbergu † 1735 | Johana Emerenciana z Gaschin-Rosenbergu † 1735 | Johana Emerenciana z Gaschin-Rosenbergu † 1735 | Johana Emerenciana z Gaschin-Rosenbergu † 1735 |                                        |                                        |                                        |                                        |                                        |                                        |                                      |                                      |                                 |                                 |                                 |                                 |                                 |                                 |                                |                                |                                |                                |                                |                                |  |  |                                          |                                          |                                          |                                          |                                          |                                          |  |  |
|                                         |                                         | Kateřina Barbora z Martinic † 1667      | Kateřina Barbora z Martinic † 1667      | Kateřina Barbora z Martinic † 1667      | Kateřina Barbora z Martinic † 1667      | Kateřina Barbora z Martinic † 1667 | Kateřina Barbora z Martinic † 1667 |                                       |                                       | František Ferdinand z Gallasu 1635–1697 | František Ferdinand z Gallasu 1635–1697 | František Ferdinand z Gallasu 1635–1697     | František Ferdinand z Gallasu 1635–1697     | František Ferdinand z Gallasu 1635–1697     | František Ferdinand z Gallasu 1635–1697     |                                             |                                             |                                        |                                        |                                        |                                        | Johana Emerenciana z Gaschin-Rosenbergu † 1735 | Johana Emerenciana z Gaschin-Rosenbergu † 1735 | Johana Emerenciana z Gaschin-Rosenbergu † 1735 | Johana Emerenciana z Gaschin-Rosenbergu † 1735 | Johana Emerenciana z Gaschin-Rosenbergu † 1735 | Johana Emerenciana z Gaschin-Rosenbergu † 1735 |                                        |                                        |                                        |                                        |                                        |                                        |                                      |                                      |                                 |                                 |                                 |                                 |                                 |                                 |                                |                                |                                |                                |                                |                                |  |  |                                          |                                          |                                          |                                          |                                          |                                          |  |  |
|                                         |                                         |                                         |                                         |                                         |                                         |                                    |                                    |                                       |                                       |                                         |                                         |                                             |                                             |                                             |                                             |                                             |                                             |                                        |                                        |                                        |                                        |                                                |                                                |                                                |                                                |                                                |                                                |                                        |                                        |                                        |                                        |                                        |                                        |                                      |                                      |                                 |                                 |                                 |                                 |                                 |                                 |                                |                                |                                |                                |                                |                                |  |  |                                          |                                          |                                          |                                          |                                          |                                          |  |  |
|                                         |                                         |                                         |                                         |                                         |                                         |                                    |                                    |                                       |                                       |                                         |                                         |                                             |                                             |                                             |                                             |                                             |                                             |                                        |                                        |                                        |                                        |                                                |                                                |                                                |                                                |                                                |                                                |                                        |                                        |                                        |                                        |                                        |                                        |                                      |                                      |                                 |                                 |                                 |                                 |                                 |                                 |                                |                                |                                |                                |                                |                                |  |  |                                          |                                          |                                          |                                          |                                          |                                          |  |  |
|                                         |                                         | Rudolf z Gallasu 1678–1699              | Rudolf z Gallasu 1678–1699              | Rudolf z Gallasu 1678–1699              | Rudolf z Gallasu 1678–1699              | Rudolf z Gallasu 1678–1699         | Rudolf z Gallasu 1678–1699         |                                       |                                       | Johana Beatrix z Gallasu † 1716         | Johana Beatrix z Gallasu † 1716         | Johana Beatrix z Gallasu † 1716             | Johana Beatrix z Gallasu † 1716             | Johana Beatrix z Gallasu † 1716             | Johana Beatrix z Gallasu † 1716             |                                             |                                             |                                        |                                        |                                        |                                        | Karel Linhart z Colonna-Felsu 1674–1716        | Karel Linhart z Colonna-Felsu 1674–1716        | Karel Linhart z Colonna-Felsu 1674–1716        | Karel Linhart z Colonna-Felsu 1674–1716        | Karel Linhart z Colonna-Felsu 1674–1716        | Karel Linhart z Colonna-Felsu 1674–1716        |                                        |                                        | Marie Anna z Ditrichštejna 1681–1704   | Marie Anna z Ditrichštejna 1681–1704   | Marie Anna z Ditrichštejna 1681–1704   | Marie Anna z Ditrichštejna 1681–1704   | Marie Anna z Ditrichštejna 1681–1704 | Marie Anna z Ditrichštejna 1681–1704 |                                 |                                 |                                 |                                 |                                 |                                 | Jan Václav z Gallasu 1671–1719 | Jan Václav z Gallasu 1671–1719 | Jan Václav z Gallasu 1671–1719 | Jan Václav z Gallasu 1671–1719 | Jan Václav z Gallasu 1671–1719 | Jan Václav z Gallasu 1671–1719 |  |  | Marie Arnoštka z Ditrichštejna 1688–1745 | Marie Arnoštka z Ditrichštejna 1688–1745 | Marie Arnoštka z Ditrichštejna 1688–1745 | Marie Arnoštka z Ditrichštejna 1688–1745 | Marie Arnoštka z Ditrichštejna 1688–1745 | Marie Arnoštka z Ditrichštejna 1688–1745 |  |  |
|                                         |                                         | Rudolf z Gallasu 1678–1699              | Rudolf z Gallasu 1678–1699              | Rudolf z Gallasu 1678–1699              | Rudolf z Gallasu 1678–1699              | Rudolf z Gallasu 1678–1699         | Rudolf z Gallasu 1678–1699         |                                       |                                       | Johana Beatrix z Gallasu † 1716         | Johana Beatrix z Gallasu † 1716         | Johana Beatrix z Gallasu † 1716             | Johana Beatrix z Gallasu † 1716             | Johana Beatrix z Gallasu † 1716             | Johana Beatrix z Gallasu † 1716             |                                             |                                             |                                        |                                        |                                        |                                        | Karel Linhart z Colonna-Felsu 1674–1716        | Karel Linhart z Colonna-Felsu 1674–1716        | Karel Linhart z Colonna-Felsu 1674–1716        | Karel Linhart z Colonna-Felsu 1674–1716        | Karel Linhart z Colonna-Felsu 1674–1716        | Karel Linhart z Colonna-Felsu 1674–1716        |                                        |                                        | Marie Anna z Ditrichštejna 1681–1704   | Marie Anna z Ditrichštejna 1681–1704   | Marie Anna z Ditrichštejna 1681–1704   | Marie Anna z Ditrichštejna 1681–1704   | Marie Anna z Ditrichštejna 1681–1704 | Marie Anna z Ditrichštejna 1681–1704 |                                 |                                 |                                 |                                 |                                 |                                 | Jan Václav z Gallasu 1671–1719 | Jan Václav z Gallasu 1671–1719 | Jan Václav z Gallasu 1671–1719 | Jan Václav z Gallasu 1671–1719 | Jan Václav z Gallasu 1671–1719 | Jan Václav z Gallasu 1671–1719 |  |  | Marie Arnoštka z Ditrichštejna 1688–1745 | Marie Arnoštka z Ditrichštejna 1688–1745 | Marie Arnoštka z Ditrichštejna 1688–1745 | Marie Arnoštka z Ditrichštejna 1688–1745 | Marie Arnoštka z Ditrichštejna 1688–1745 | Marie Arnoštka z Ditrichštejna 1688–1745 |  |  |
|                                         |                                         |                                         |                                         |                                         |                                         |                                    |                                    |                                       |                                       |                                         |                                         |                                             |                                             |                                             |                                             |                                             |                                             |                                        |                                        |                                        |                                        |                                                |                                                |                                                |                                                |                                                |                                                |                                        |                                        |                                        |                                        |                                        |                                        |                                      |                                      |                                 |                                 |                                 |                                 |                                 |                                 |                                |                                |                                |                                |                                |                                |  |  |                                          |                                          |                                          |                                          |                                          |                                          |  |  |
|                                         |                                         |                                         |                                         |                                         |                                         |                                    |                                    |                                       |                                       |                                         |                                         |                                             |                                             |                                             |                                             |                                             |                                             |                                        |                                        |                                        |                                        |                                                |                                                |                                                |                                                |                                                |                                                |                                        |                                        |                                        |                                        |                                        |                                        |                                      |                                      |                                 |                                 |                                 |                                 |                                 |                                 |                                |                                |                                |                                |                                |                                |  |  |                                          |                                          |                                          |                                          |                                          |                                          |  |  |
| Jan Kryštof z Clamu 1702–1778           | Jan Kryštof z Clamu 1702–1778           | Jan Kryštof z Clamu 1702–1778           | Jan Kryštof z Clamu 1702–1778           | Jan Kryštof z Clamu 1702–1778           | Jan Kryštof z Clamu 1702–1778           |                                    |                                    |                                       |                                       |                                         |                                         | Markéta Aloisie Colonnová z Felsu 1714–1782 | Markéta Aloisie Colonnová z Felsu 1714–1782 | Markéta Aloisie Colonnová z Felsu 1714–1782 | Markéta Aloisie Colonnová z Felsu 1714–1782 | Markéta Aloisie Colonnová z Felsu 1714–1782 | Markéta Aloisie Colonnová z Felsu 1714–1782 |                                        |                                        |                                        |                                        |                                                |                                                |                                                |                                                |                                                |                                                | Marie Anna Colonnová z Felsu 1702–1759 | Marie Anna Colonnová z Felsu 1702–1759 | Marie Anna Colonnová z Felsu 1702–1759 | Marie Anna Colonnová z Felsu 1702–1759 | Marie Anna Colonnová z Felsu 1702–1759 | Marie Anna Colonnová z Felsu 1702–1759 |                                      |                                      | Filip Josef z Gallasu 1703–1757 | Filip Josef z Gallasu 1703–1757 | Filip Josef z Gallasu 1703–1757 | Filip Josef z Gallasu 1703–1757 | Filip Josef z Gallasu 1703–1757 | Filip Josef z Gallasu 1703–1757 |                                |                                |                                |                                |                                |                                |  |  |                                          |                                          |                                          |                                          |                                          |                                          |  |  |
| Jan Kryštof z Clamu 1702–1778           | Jan Kryštof z Clamu 1702–1778           | Jan Kryštof z Clamu 1702–1778           | Jan Kryštof z Clamu 1702–1778           | Jan Kryštof z Clamu 1702–1778           | Jan Kryštof z Clamu 1702–1778           |                                    |                                    |                                       |                                       |                                         |                                         | Markéta Aloisie Colonnová z Felsu 1714–1782 | Markéta Aloisie Colonnová z Felsu 1714–1782 | Markéta Aloisie Colonnová z Felsu 1714–1782 | Markéta Aloisie Colonnová z Felsu 1714–1782 | Markéta Aloisie Colonnová z Felsu 1714–1782 | Markéta Aloisie Colonnová z Felsu 1714–1782 |                                        |                                        |                                        |                                        |                                                |                                                |                                                |                                                |                                                |                                                | Marie Anna Colonnová z Felsu 1702–1759 | Marie Anna Colonnová z Felsu 1702–1759 | Marie Anna Colonnová z Felsu 1702–1759 | Marie Anna Colonnová z Felsu 1702–1759 | Marie Anna Colonnová z Felsu 1702–1759 | Marie Anna Colonnová z Felsu 1702–1759 |                                      |                                      | Filip Josef z Gallasu 1703–1757 | Filip Josef z Gallasu 1703–1757 | Filip Josef z Gallasu 1703–1757 | Filip Josef z Gallasu 1703–1757 | Filip Josef z Gallasu 1703–1757 | Filip Josef z Gallasu 1703–1757 |                                |                                |                                |                                |                                |                                |  |  |                                          |                                          |                                          |                                          |                                          |                                          |  |  |
|                                         |                                         |                                         |                                         |                                         |                                         |                                    |                                    |                                       |                                       |                                         |                                         |                                             |                                             |                                             |                                             |                                             |                                             |                                        |                                        |                                        |                                        |                                                |                                                |                                                |                                                |                                                |                                                |                                        |                                        |                                        |                                        |                                        |                                        |                                      |                                      |                                 |                                 |                                 |                                 |                                 |                                 |                                |                                |                                |                                |                                |                                |  |  |                                          |                                          |                                          |                                          |                                          |                                          |  |  |
|                                         |                                         |                                         |                                         |                                         |                                         |                                    |                                    |                                       |                                       |                                         |                                         |                                             |                                             |                                             |                                             |                                             |                                             |                                        |                                        |                                        |                                        |                                                |                                                |                                                |                                                |                                                |                                                |                                        |                                        |                                        |                                        |                                        |                                        |                                      |                                      |                                 |                                 |                                 |                                 |                                 |                                 |                                |                                |                                |                                |                                |                                |  |  |                                          |                                          |                                          |                                          |                                          |                                          |  |  |
| Kristián Filip z Clam-Gallasu 1748–1805 | Kristián Filip z Clam-Gallasu 1748–1805 | Kristián Filip z Clam-Gallasu 1748–1805 | Kristián Filip z Clam-Gallasu 1748–1805 | Kristián Filip z Clam-Gallasu 1748–1805 | Kristián Filip z Clam-Gallasu 1748–1805 |                                    |                                    | Karolína Josefína Sporcková 1752–1799 | Karolína Josefína Sporcková 1752–1799 | Karolína Josefína Sporcková 1752–1799   | Karolína Josefína Sporcková 1752–1799   | Karolína Josefína Sporcková 1752–1799       | Karolína Josefína Sporcková 1752–1799       |                                             |                                             |                                             |                                             | Karel Leopold z Clam-Gallasu 1755–1784 | Karel Leopold z Clam-Gallasu 1755–1784 | Karel Leopold z Clam-Gallasu 1755–1784 | Karel Leopold z Clam-Gallasu 1755–1784 | Karel Leopold z Clam-Gallasu 1755–1784         | Karel Leopold z Clam-Gallasu 1755–1784         |                                                |                                                | Antonie Skrbenská z Hříště 1757–1783           | Antonie Skrbenská z Hříště 1757–1783           | Antonie Skrbenská z Hříště 1757–1783   | Antonie Skrbenská z Hříště 1757–1783   | Antonie Skrbenská z Hříště 1757–1783   | Antonie Skrbenská z Hříště 1757–1783   |                                        |                                        |                                      |                                      |                                 |                                 |                                 |                                 |                                 |                                 |                                |                                |                                |                                |                                |                                |  |  |                                          |                                          |                                          |                                          |                                          |                                          |  |  |
| Kristián Filip z Clam-Gallasu 1748–1805 | Kristián Filip z Clam-Gallasu 1748–1805 | Kristián Filip z Clam-Gallasu 1748–1805 | Kristián Filip z Clam-Gallasu 1748–1805 | Kristián Filip z Clam-Gallasu 1748–1805 | Kristián Filip z Clam-Gallasu 1748–1805 |                                    |                                    | Karolína Josefína Sporcková 1752–1799 | Karolína Josefína Sporcková 1752–1799 | Karolína Josefína Sporcková 1752–1799   | Karolína Josefína Sporcková 1752–1799   | Karolína Josefína Sporcková 1752–1799       | Karolína Josefína Sporcková 1752–1799       |                                             |                                             |                                             |                                             | Karel Leopold z Clam-Gallasu 1755–1784 | Karel Leopold z Clam-Gallasu 1755–1784 | Karel Leopold z Clam-Gallasu 1755–1784 | Karel Leopold z Clam-Gallasu 1755–1784 | Karel Leopold z Clam-Gallasu 1755–1784         | Karel Leopold z Clam-Gallasu 1755–1784         |                                                |                                                | Antonie Skrbenská z Hříště 1757–1783           | Antonie Skrbenská z Hříště 1757–1783           | Antonie Skrbenská z Hříště 1757–1783   | Antonie Skrbenská z Hříště 1757–1783   | Antonie Skrbenská z Hříště 1757–1783   | Antonie Skrbenská z Hříště 1757–1783   |                                        |                                        |                                      |                                      |                                 |                                 |                                 |                                 |                                 |                                 |                                |                                |                                |                                |                                |                                |  |  |                                          |                                          |                                          |                                          |                                          |                                          |  |  |